# Центральноамериканская карликовая белка
Центральноамериканская карликовая белка (лат. Microsciurus alfari) — вид грызунов рода карликовые белки (Microsciurus). Видовой эпитет дан в честь коста-риканского зоолога Анастасио Альфаро (1865—1951). Найден в Колумбии, Коста-Рике, Никарагуа и Панаме. Включает подвиды:
| Подвиды               | Автор          | Синонимы |
| --------------------- | -------------- | -------- |
| M. a. alfari          | Allen (1895)   | нет      |
| M. a. alticola        | Goodwin (1943) | нет      |
| M. a. browni          | Bangs (1902)   | нет      |
| M. a. fusculus        | Thomas (1910)  | нет      |
| M. a. septentrionalis | Anthony (1920) | нет      |
| M. a. venustulus      | Goldman (1912) | нет      |